# ان‌جی‌سی ۶۱۳
ان‌جی‌سی ۶۱۳ (انگلیسی: NGC 613) نام یک کهکشان مارپیچی میله‌ای در صورت فلکی سنگتراش است.